# Guainía
Guainía és un departament de Colòmbia situat a l'est del país. Antigament era una comissaria, però des del 1991 és oficialment un departament. La seva capital és Inírida.

## Geografia

### Fisiografia
Gran part del seu territori es compon d'extensions planes, encara que es presenten algunes elevacions, principalment els anomenat tepuys, que són restes del massís guyanès.

### Hidrografia
En el departament hi passen els rius de Guaviare, Guanía, Inírida, Isana, Tomo i Atabapo, i los caños Bocón, Guascavi, Guamaco, Guiña, Nabuquen, Aque, Colorado i Mosquito.

## Etnografia
- Amerindis o Indígenes (64,81%)
- Mestissos i Blancs (34,13%)
- Negres o Afrocolombians (1,06%)

## Economia
La principal activitat econòmica del departament és l'agricultura. Altres sectors de l'economia són la pesca, la ramaderia, la producció de palma de chiquichiqui i el bejuco "Yaré" que és molt útil per a l'artesania. També va guanyant importància l'extracció il·legal de minerals estratègics per part de grups armats, com les FARC, o aventurers, com els garimpeiros brasilers.

## Municipis
1. Cacahual
2. Guaviare
3. Inírida
4. La Guadalupe
5. Morichal Nuevo
6. Pana Pana
7. Puerto Colombia
8. Puerto Inírida
9. San Felipe